# 29 octobre dans les chemins de fer
29 septembre 29 novembre
Chronologies thématiques
- Croisades
- Sports
- Disney

Cette page concerne les événements qui se sont déroulés un 29 octobre dans les chemins de fer.

## Événements

### XIXesiècle
- 1869 : la Compagnie des chemins de fer de Paris à Lyon et à la Méditerranée (PLM) ouvre la section de ligne Saint-Rambert-d'Albon - Annonay et la gare de Peyraud point de jonction avec la future ligne Givors-Canal - Grezan.
- 1878. France : la totalité de la section de Neufchâteau à Épinal de la ligne de Bologne à Pagny-sur-Meuse est mise à double voie[1]
- 1888 : en Russie, dans l'oblast de Kharkiv, près de Borki dans l'actuelle Ukraine, le train de la famille impériale, où se trouvent le tsar Alexandre III de Russie déraille. Il y a 21 morts et de 12 à 33 blessés selon différentes estimations. Aucun membre de la famille impériale ne figure parmi les victimes.

### XXesiècle
- 1989. États-Unis : trois nouvelles stations de métro ouvrent à New York. Il s'agit des stations Lexington Avenue, Roosevelt Island et 21st Street, ouvertes à la suite d'un prolongement de ligne.

### XXIesiècle
- 2000. Royaume-Uni : fin de l'inspection du réseau par les cheminots britanniques, réquisitionnés la veille par Railtrack.